# Сантијаго Рамон и Кахал
Сантијаго Рамон и Кахал (шп. Santiago Ramón y Cajal; Петила де Арагон, 1. мај 1852 — Мадрид, 18. октобар 1934) је био шпански патолог, хистолог, неуролог и за 1906. годину, добитник Нобелове награде за физиологију или медицину, за његова пионирска истраживања микроскопских структуре мозга. Сматра се оцем модерне неуронауке, чије се изузетно квалитетне илустрације можданих ћелија још увек користе у образовне сврхе.

## Живот и каријера
Сантијаго Рамон и Кахал је рођен 1. маја 1852. године, у Петилији де Арагон, аутономној покрајини на североистоку Шпаније. Као дечак био је ученик берберског а затим и обућарског заната. Али Кахал је маштао да постане уметник и бави се сликањем – (његов дар за сликањем евидентан је у његовим многобројним објављеним делима).
Кахалов отац, који је био професор примењене анатомије на Универзитету у Сарагоси наговорио га је да студира медицину, што је он и прихватио. По идејама свог оца, великим бројем цртежа из анатомије Кахал је илустровао анатомски атлас његовог оца, који је он дуго припремао, али га никада није званично објавио.
Године 1873. Кахал је након стицања медицинске дипломе у Сарагоси, започео каријеру војног лекара у шпанској војсци. Као припадник војске учествовао је у експедицији на Кубу од 1874—1875, на којој је су тада владале маларија и туберкулоза.
По повратку у Шпанију (1875), Кахал је прво обављао дужност асистента анатомије на Медицинском факултету у Сарагоси (1875), а затим (1879), на лични захтев, и директора Музеја у Сарагоси.
Кахал је 1877. стекао звање доктора медицине у Мадриду. Током 1883. постављен је за професора дескриптивне анатомије у Валенсији. Године 1887. именован је за професора хистологије и патолошке анатомије у Барселони, а`од 1892. године Кахал је истоветне функције обављао и у Мадриду.
У периоду од 1900—1901 Кахал је обављао дужности директора Националног института за хигијену и развојну биологију Шпаније.
Године 1879. Кахал је оженио супругу Дону Силверију Фананас Гарсију, са којом је имао четири ћерке и три сина.

## Дело
Детаљна проучавања нервног система почела су средином 19. века. Порекло нервних влакана, све до појаве Кахала и његових истраживања, за медицину је била мистерија. До тада се сматрало да нервна влакна потичу из сиве масе, независно од нервних ћелија (неурона). Пре него што их је Кахал описао, веома мало се знало о неуронима, елементима нервног система, као и везама између различитих делова нервног система, које су често погрешно тумачене. Овај недостатак знања је углавном био последица непостојања одговарајуће методе визуелизације неурона, што је онемогућавало њихово истраживање.
Открићем хистолошке методе бојења ћелија створени су услови не само за визуелизацију неуронских ћелија већ и за праћење процеса који се одигравају у проксималним и неким изолованим неуронима (у почетку са јако лоше обојеним влакнима). То се догодило 1873. када је ову методу први промовисао Камило Голђи (1843 — 1926). Она је омогућила да се неурони посматрају у хистолошким препаратима са свим својим деловима: дендритима, аксонима итд. Голђијево бојење ћелија приказало је њихове најфиније морфолошке детаље, што је било од изузетног значаја за проучавање, описивање и класификацију неурона, као и проучавање њихових могућих веза омогућило је Кахалу да постави темељне принципе неурохистологије.
Кахал није каријеру научника градио под руководством научника тога доба, већ је постао истакнути неурохистологист захваљујући свом великом труду и добро развијеној способности запажања. Његов стручни рад се одвијао кроз три главне фазе:
- Прва фаза која траје од почетка 1877. до 1887, почела је након примена Голђијеве методе и у њој је Кахал објавио низ хистолошких и микробиолошке студије, које су биле од малог значаја.
- Друга фаза (1887—1903) се карактерише Кахаловим веома продуктивним истраживачким радом. У њој је примењујући Голђијеву методу Кахал детаљно описао готово све делове централног нервног система. Ови описи су били толико тачни да је његова класична књига »Хистологија« (Кахал, 1909, 1911 ), и данас референтна књига у свим неуролошким лабораторијама. Такође, током првих неколико година ове фазе, Кахал је изнео „доктрину неурона“ као основног организационог и функционалног дела нервног система, и став да је неурон анатомска, физиолошка, генетска и метаболичка јединица нервног система, и дао опис функција ретикуларне масе.
- Трећа фаза је почела у 1903, са открићем сребро нитратне методе и завршава се његовом смрћу у 1934. Овај Кахалов период живота је био веома продуктиван и углавном посвећен изучавању трауматске дегенерације и регенерације нервног система. Након ових истраживања Кахал је објавио бројне научне радове који су биле од великог значаја за даљи развој медицине (који су сумирани у другој класичној књизи, дегенерације и регенерације (Кахал, 1913-1914)). Током ове фазе, Кахал је објавио и радове о структури мрежњаче и оптичком центру бескичмењака.

### Појединачне нервне ћелије
Овај принцип представља основ неуронске доктрине. Кахал се својом теоријом супротставио тада важећој ретикуларној теорији грађе нервног система, чији је родоначелник био Јозеф фон Герлах, а снажно ју је подржавао цењени италијански неуропатолог тога доба Камило Голџи. Голџи је на основу своје методе бојења препарата нервног ткива импрегнацијом сребро нитратом, веровао да је нервни систем састављен од разгранате мреже филамената, који се протоплазматичним мостовима настављају један на други.
Насупрот томе, Кахал је примењујући исту реакцију бојења дошао до закључка да нервни систем састављен од огромног броја независних ћелија, које је немачки анатом Хајнрих Валдејер 1891. године назвао неурони. Супротстављена гледишта о грађи нервног система, чији су најистакнутији заступници били управо Голџи и Кахал, развила су се у једну од првих дебата у модерној науци о мозгу. И поред опречних ставова, два научника су 1906. године поделила Нобелову награду за медицину и физиологију, као “признање за рад на испитивању структуре нервног система”. Додела Нобелове награде двојици супротстављених научника рефлектовало је тада још увек постојећу дилему о томе који је од њих у праву. Тек је педесетих година XX века, изучавањем нервног ткива под електронским микроскопом, потврђена Кахалова теорија. Кахал је поставио и принцип динамичке поларизације нервне ћелије, по којем су нервне ћелије функционално асиметричне или поларизоване. Кахалов рад данас се сматра основом савремене неуробиологије.